# Cranborne Chase

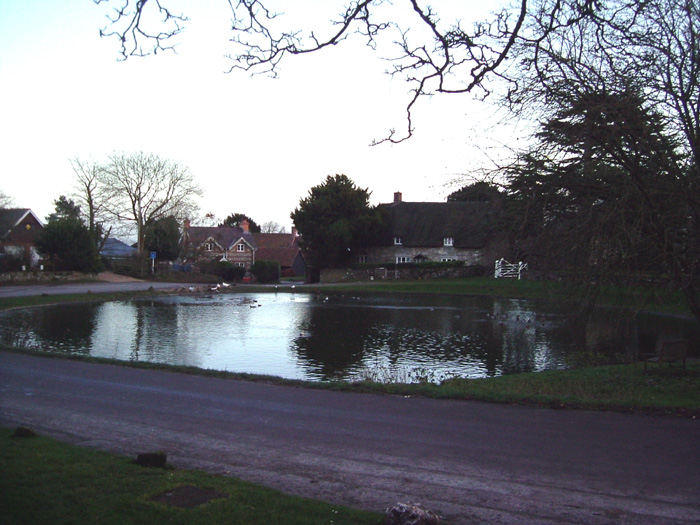
Fotografía del Estanque Ashmore, en Cranborne Chase.

Cranborne Chase es una meseta de tiza en el centro sur de Inglaterra que se extiende por los condados de Dorset, Hampshire y Wiltshire. Al norte de la misma se ubican el Salisbury Plain y las West Wiltshire Downs, al suroeste las Dorset Downs y al sureste las South Downs. La inclinación de los escarpes de las colinas va hacia el oeste principalmente, en donde se encuentra Shaftesbury.
Cranborne Chase and the West Wiltshire Downs han sido declarados Area of Outstanding Natural Beauty (Área de Belleza Natural Destacada); con sus 981 km², constituyen la sexta AONB más grande del país. Su punto más alto es Win Green, en Wiltshire, con 277 m de altitud. 
Una superficie de 451,4 hectáreas en la parte de Cranborne Chase que se encuentra dentro de ese mismo condado fue declarada Biological Site of Special Scientific Interest (Sitio Biológico de Interés Científico Especial) en 1975.

## Historia y arqueología
La historia del lugar se remonta al neolítico. Los densos bosques que originalmente cubrían las colinas fueron talados de forma gradual por los primeros granjeros, aunque volvieron a crecer en repetidas ocasiones a lo largo de los siglos, puesto que el uso excesivo de los suelos los dejó inútiles para la agricultura varias veces durante seis milenios. Por ejemplo, gran parte del área estuvo cubierta de bosques entre la Edad Media y la Segunda Guerra Mundial.

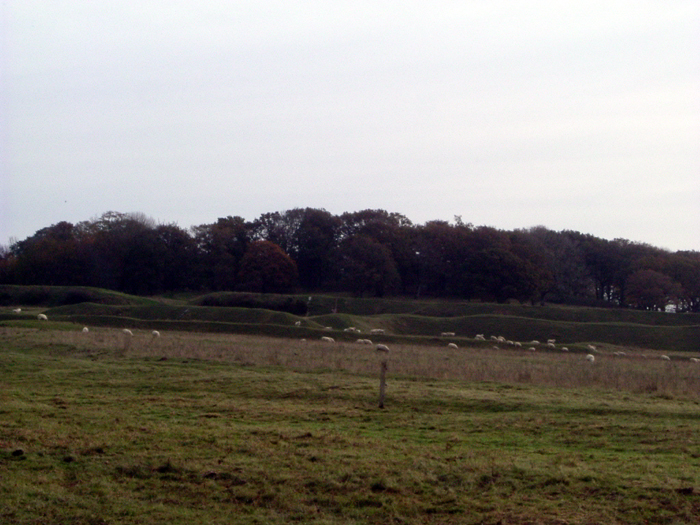
Fotografía del Badbury Rings, un castro ubicado en la parte de Cranborne Chase situada en Dorset.

Existen numerosos monumentos neolíticos y de la edad de bronce, además de restos de asentamientos de la edad de hierro sobre las colinas, siendo el más importante de ellos el castro de Badbury Rings, y una villa romana. Durante la invasión sajona, los romano-britanos lograron mantener a los invasores fuera de Dorset por casi 200 años con la construcción de Bokerley Dyke, una fosa defensiva que atravesaba la calzada romana que llevaba a Old Sarum (actual Salisbury, Wiltshire).
Las colinas fueron pobladas de manera esparcida desde la época sajona y preservó su arqueología hasta la Segunda Guerra Mundial, cuando la necesidad de tierras para la práctica de la agricultura fue prioritaria ante la importancia arqueológica del lugar. En Cranborne Chase, Augustus Pitt Rivers desarrolló innovaciones en lo referente al trabajo de campo arqueológico en el siglo XIX.
Las colinas deben su nombre a la localidad de Cranborne (Dorset), fundada por los sajones. La palabra chase está relacionada con la caza, practicada en el lugar por la realeza, incluyendo a los reyes Juan, Enrique VIII y Jacobo I. El coto de caza perteneció al Conde de Gloucester hasta que pasó a manos del rey Juan al casarse éste con la hija de Gloucester, Avisa. Las tierras permanecieron bajo el control de los monarcas angevinos y Tudor hasta que Jacobo I concedió los derechos a Robert Cecil, 1.º Conde de Salisbury. Gran parte del lugar pertenece aún en la actualidad a grandes fincas, como por ejemplo Kingston Lacy.